# Összefüggés (film)
Az Összefüggés (eredeti cím: Coherence) 2013-ban bemutatott amerikai sci-fi-thriller, amelyet James Ward Byrkit írt és rendezett. Az Egyesült Államokban 2013. szeptember 19-én mutatták be. A film költségvetése 50000 dollár volt.

## Cselekmény
Nyolc barát gyűlik össze egy este egy vidéki házban, amikor a Miller-üstökösnek nevezett aszteroida halad el az égen. Nem sokkal később elmegy az áram, és ahogy körülnéznek a környéken, csak egy házat látnak, ahol fény van, ezért ketten a társaságból odamennek. Az ezután történő furcsa események során kiderül, hogy a másik ház az ő házuk alternatív változata, melyben önmaguk alternatív változatai tartózkodnak. A bizarr fejleményt az elhaladó üstökösnek tudják be, ami valahogy megbolygathatta a tér-időt. A problémát azonban a társaság egymás számára alternatív hasonmásai jelentik, akik közül többen ellenségessé vállnak, mert azt hiszik, az elhaladás után az univerzumuk megsemmisül.

## Szereplők
- Emily Foxler – Emily
- Maury Sterling – Kevin
- Nicholas Brendon – Mike
- Lorene Scafaria – Lee
- Hugo Armstrong – Hugh
- Elizabeth Gracen – Beth
- Alex Manugian – Amir
- Lauren Maher – Laurie